# Punch i Judy

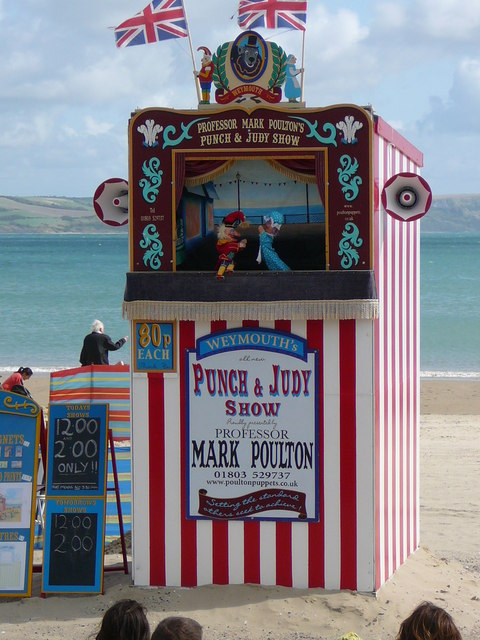
Przedstawienie na plaży

Punch i Judy (ang. Punch and Judy) – tradycyjne przedstawienia kukiełkowe, często kojarzone z kulturą brytyjską, wystawiane w Anglii od XVII w. Przedstawienia złożone są ze scen z udziałem Puncha (ang. Mr. Punch) i innej postaci (w tym żony Puncha, Judy), zwykle padającej ostatecznie ofiarą kija Puncha. Przedstawienia wykonywane są zwykle przez pojedynczego lalkarza w przenośnej kabinie o charakterystycznej dekoracji i skierowane głównie do dziecięcej publiczności.

## Opis przedstawień

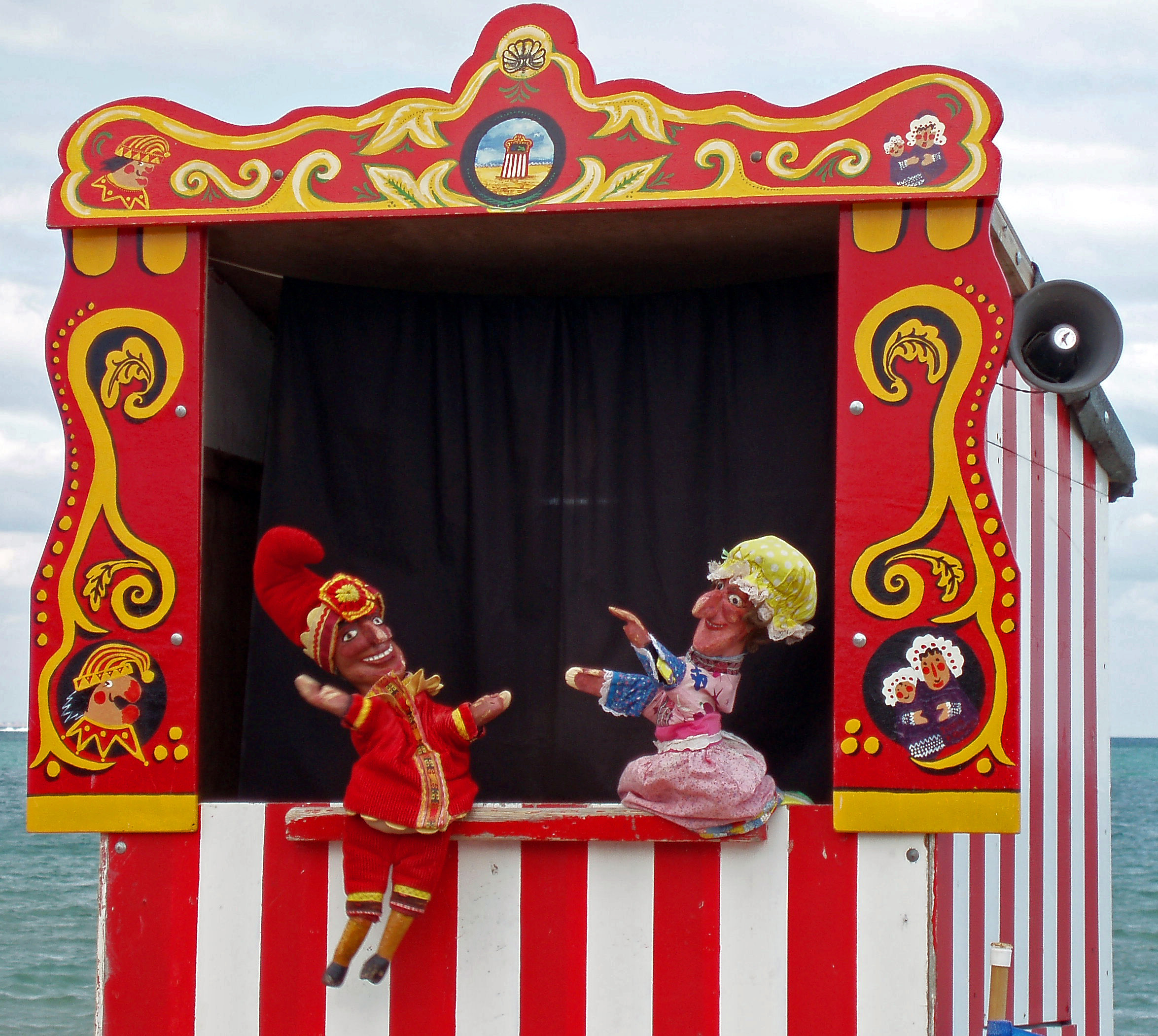
Punch i Judy

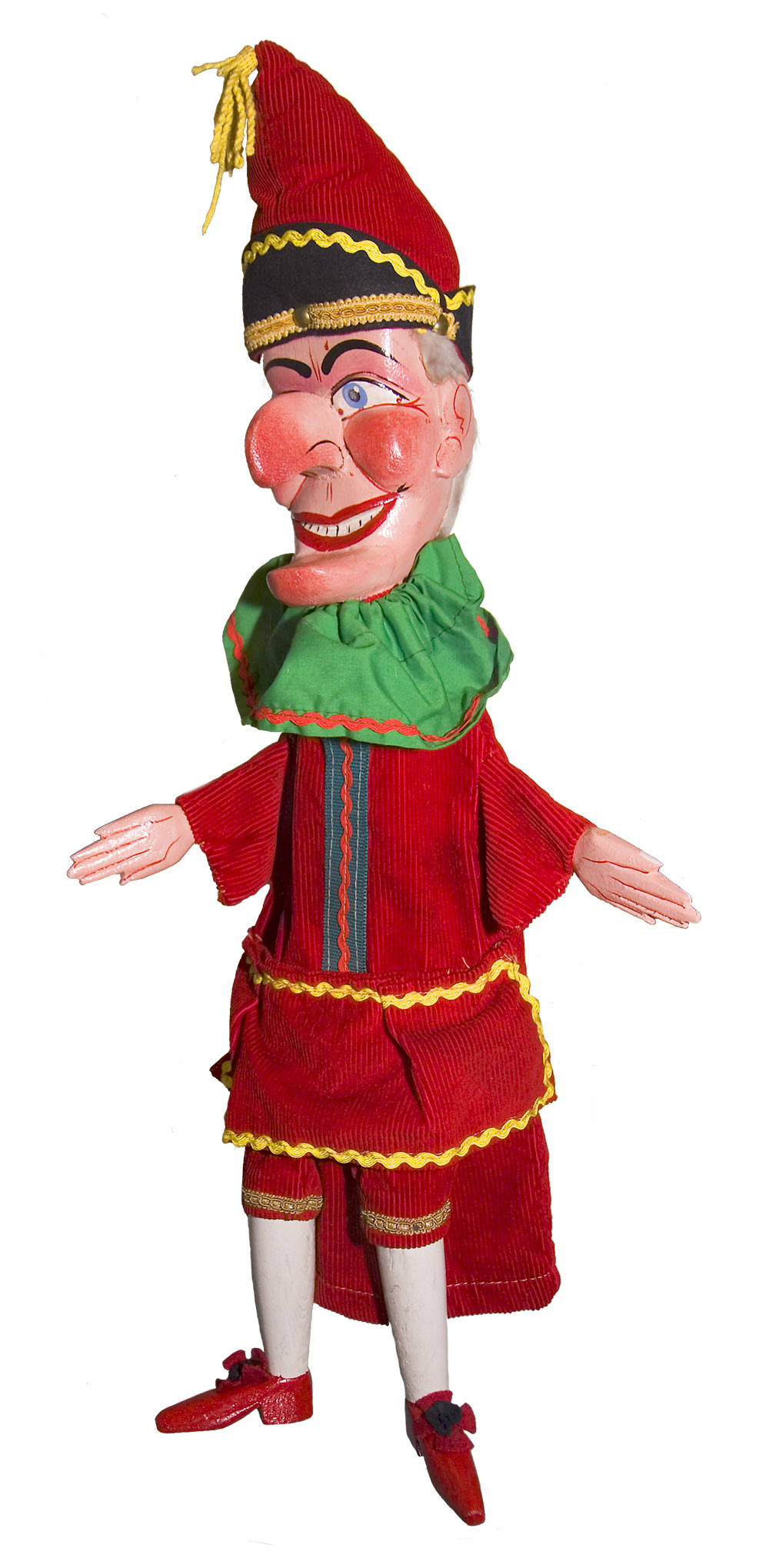
Typowa kukiełka Puncha

Fabuła przedstawień o Punchu nie jest stała i pojawia się w niej wiele improwizacji, choć występuje pewien powtarzalny zwykle schemat, który kształtował się przez wieki. Typowa współczesna historia Puncha rozpoczyna się sceną, w której Judy prosi Puncha o opiekę nad dzieckiem podczas jej nieobecności. Punch podejmuje się zadania, jednak nie wykonuje go prawidłowo – niekiedy siada na dziecku, upuszcza je, a nawet bije. Judy po powrocie jest oburzona i przynosi kij, będący stałym elementem późniejszych scen. Gdy Judy próbuje uderzyć Puncha, ten odbiera jej kij i ją bije, podobny los spotyka policjanta przybyłego na wiadomość o losie Judy. Kolejnym postaciami pojawiającymi się na scenie zwykle są klaun Joey, który sugeruje, że już czas na obiad, wobec czego na scenie pojawia się sznur kiełbas; krokodyl (Punch zauważa go dopiero po ostrzeżeniu ze strony publiczności), który chce zjeść kiełbasy i gryzie Puncha w nos; doktor, który przychodzi leczyć Puncha po walce z krokodylem, lecz także zostaje pobity przez Puncha; i wreszcie diabeł, stanowiący zagrożenie dla publiczności, jednak pokonany w finałowej scenie przez Puncha. Uderzeniu powalającemu przeciwnika towarzyszy zwykle okrzyk Puncha That's the way to do it! (dosłownie: Tak to się robi!).
Punch jest mściwy, podstępny i nie zgadza się z autorytetami . Kontrowersje budzi przemoc obecna w tych przedstawieniach   , jednak wskazuje się, że bezosobowość marionetek daje poczucie nierzeczywistości i pozwala zachować dystans wobec zachowania bohaterów . Już w XIX w. tego aspektu przedstawień bronił Charles Dickens .
Lalka Puncha nosi tradycyjny czerwono-żółty kostium. Ma garb oraz długi, zakrzywiony nos oraz podobnie ukształtowany podbródek. Charakterystyczny kij Puncha zwykle jest rozdwojony na końcu w celu wydawania dodatkowych dźwięków (ang. slap stick) . Przedstawienia są prezentowane w charakterystycznych niewielkich kabinach, dekorowanych w białe i czerwone pionowe paski. W kabinie ukrywa się lalkarz, nazywany professor lub punchman. Charakterystyczny skrzekliwy głos Puncha jest wytwarzany przez lalkarza za pomocą przyrządu o nazwie swazzle . Lalkarzowi towarzyszy niekiedy druga osoba, bottler, który gromadzi publiczność przy kiosku, zapowiada przedstawienie i zbiera datki po jego zakończeniu, a także akompaniuje mu. 

## Historia

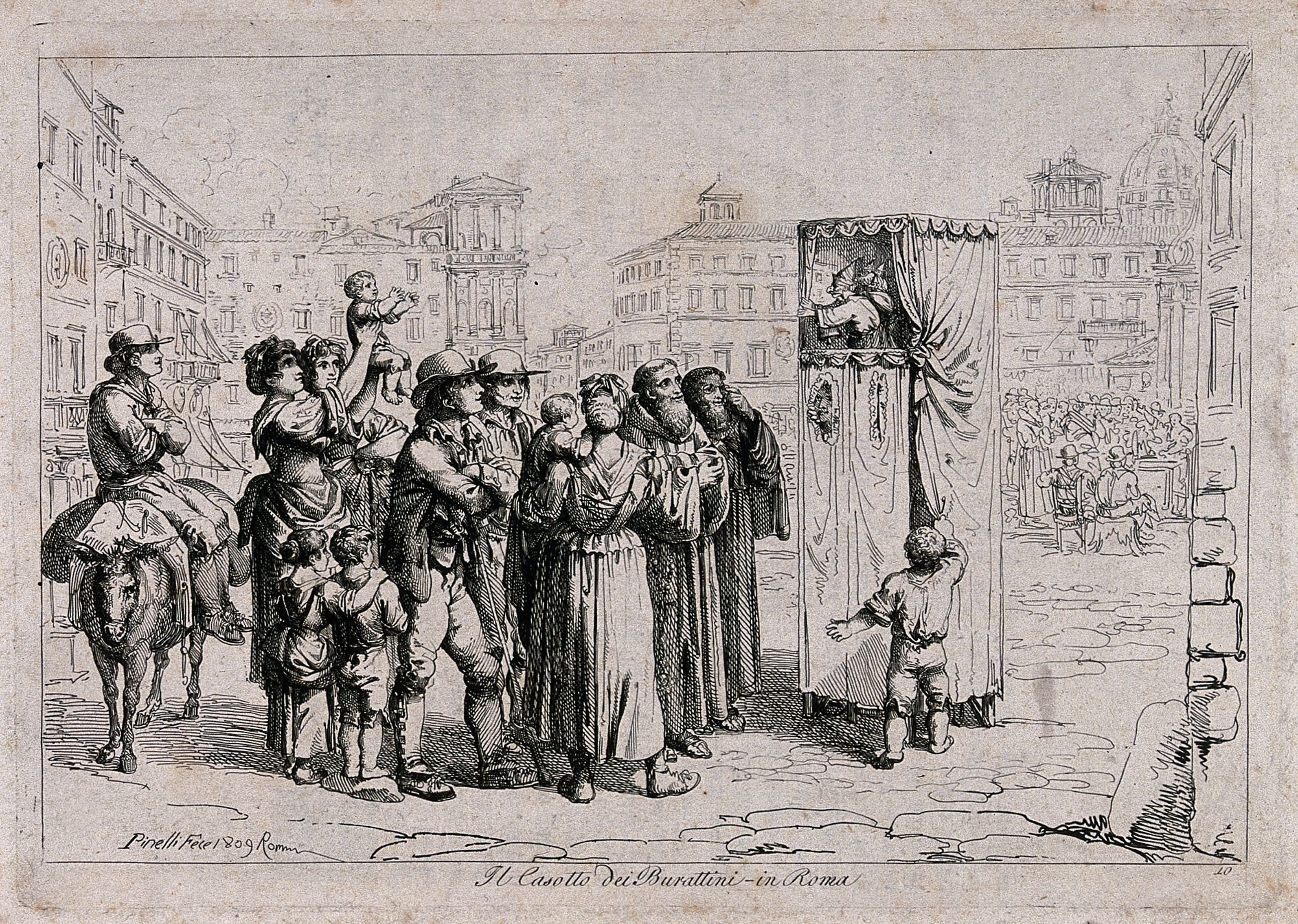
Przedstawienie na ulicach miasta, XIX w.

Źródłem przedstawień o Punchu jest włoska commedia dell’arte, a imię samego Puncha pochodzi od włoskiego bohatera imieniem Pulcinella  . Włoscy lalkarze przenieśli ją do Francji, gdzie pojawiła się francuska adaptacja postaci, Polichinelle, która miała charakterystyczny później dla Puncha groteskowy wygląd z garbem i haczykowatym nosem . Po 1660 w Anglii nastąpił okres rozkwitu teatru po restauracji monarchii w Anglii i zakończeniu rządów purytańskiej republiki, niechętnych tej formie rozrywki. Za datę narodzin się Puncha uznaje się 9 maja 1662. To wówczas w swoim dzienniku Samuel Pepys opisał przedstawienie marionetkowe z udziałem Puncha, prezentowane w Covent Garden w Londynie przez włoskiego lalkarza Pietro Gimonde. Ten dał więcej takich przedstawień, a w październiku 1662 wystąpił nawet przed królem Karolem II; w ślad za nim szli inni włoscy lalkarze .
W XVIII w. przedstawienia zdobyły popularność w Anglii, a Punch stał się chętnie witaną przez publiczność postacią zakłócającą akcję przedstawień w teatrach lalkowych i w przedstawieniach organizowanych na jarmarkach (zjawisko to zauważył w swych dialogach Jonathan Swift) . Charakterystycznym elementem przedstawień stała się walka Puncha z diabłem . Na początku tego wieku tłumy przyciągały przedstawienia Martina Powella, w którego przedstawieniach (organizowanych w teatrach w Bath i Londynie) Punch był wiodącą postacią; popularności przydało mu zaangażowanie postaci w walkę polityczną  . W 1738 w Londynie powstał nawet teatr nazwany imieniem Puncha. Jego popularność wzrosła do tego stopnia, że publiczność w teatrach lalkowych okazywała niezadowolenie, gdy w przedstawieniu zabrakło jego postaci . Pod koniec XVIII w. typowe dotąd marionetki (poruszane za pomocą sznurków) zaczęto zastępować pacynkami (nakładanymi na ręce lalkarza), co było tańsze, do obsługi wystarczała jedna lub dwie osoby i pozwoliło na przeniesienie przedstawień z teatrów do ustawianych na ulicach budek, które można było przenosić, dając wiele przedstawień w różnych miejscach tego samego dnia  . W XIX w. budki na ulicach i bottlerzy zapowiadający przedstawienia i zbierający datki od widzów były już stałym widokiem na ulicach angielskich miast. Zmieniał się m.in. ubiór Puncha (z białego na żółty lub czerwony) oraz imię jego żony (z Joan na Judy) .
W dobie przedstawień pacynkowych stopniowo rozszerzała się też fabuła przedstawień i grono występujących postaci. Do znanych z teatru marionetkowego bitej przez Puncha Judy oraz diabła, dołączali stopniowo m.in. żywy pies Toby, kat (hangman), klaun, policjant, a potem także krokodyl. Niektóre postaci zyskały imiona nawiązujące do faktycznych postaci – klaun stał się Joey’m, co nawiązywało do aktora Josepha Grimaldiego, a kat zyskał imię i nazwisko słynnego kata Jacka Ketcha.
Wzrostowi popularności Puncha w Anglii towarzyszyło pojawianie się wzorowanych na nim postaci w innych krajach europejskich – m.in. Pietruszki w Rosji  . W latach 20. XIX w. Punch zainspirował sztukę Pulcinelle Vampire Jean-Baptiste Blache, w której dużą popularność zdobył taniec Puncha, prezentowany przez francuskiego tancerza Charles’a-Francois Mazuriera .
W 1827 lub 1828 opublikowano pierwszy z licznych drukowanych scenariuszy przedstawień, spisany przez Johna Payne'a Colliera i ilustrowany przez George'a Cruikshanka, których podstawą były przedstawienia włoskiego lalkarza Picciniego  (Piccini pojawił się w Anglii w 1779 i być może rozkwit pacynkowych przedstawień z Punchem był z nim związany). W 1841 rozpoczęto wydawanie popularnego satyrycznego tygodnika londyńskiego noszącego tytuł Punch .
Udział w przedstawieniach stał się typową rozrywką podczas pobytów w wakacyjnych kurortach, zwłaszcza w miejscowościach nadmorskich . W XX w. przedstawienia straciły na popularności w konkurencji z kinem i telewizją. Także ruch uliczny utrudniał urządzanie przedstawień na ulicach miast. Wciąż jednak były popularną rozrywką wakacyjną, skierowaną głównie dla dzieci. W okresie II wojny światowej przedstawienia o Punchu pokazywane były brytyjskim żołnierzom przez ENSA – ubrany w mundur Punch wieszał w nich Hitlera . Obecnie przedstawiane są one często na festynach i przyjęciach dla dzieci, a także wciąż w miejscowościach nadmorskich. W Wielkiej Brytanii jest kilkuset professorów, w zdecydowanej większości mężczyzn, z których zapewne żaden nie utrzymuje się wyłącznie z przedstawień o Punchu i Judy. Zanika też zwyczaj przekazywania tej profesji z ojca na syna.
Przedstawienia są obecnie uznawane za jeden z typowych przejawów kultury brytyjskiej. Zostały uznane za jedną z 12 ikon tej kultury , znajdują się też na innych tego typu listach . W 2001 postaci z przedstawień znalazły się na znaczkach pocztowych Royal Mail. Od lat 70. XX w. w Covent Garden, uznawanym za miejsce narodzin Puncha, odbywa się coroczny lalkarski festiwal Mayfayre, organizowany w niedzielę najbliższą rocznicy przypadającej na 9 maja, podczas którego występują liczni lalkarze prezentujący przedstawienia z Punchem. 
Punch i Judy pojawiają się także w kulturze popularnej i literaturze. Przedstawienia pojawiały się w wielu brytyjskich serialach telewizyjnych, powieściach i innych formach sztuki. Stały się m.in. inspiracją dla noweli Neila Gaimana The Tragical Comedy or Comical Tragedy of Mr. Punch. Porównania osób publicznych do postaci z przedstawień pojawiają się w prasie.